# Tafeltennis
Tafeltennis of pingpong is een sport waarbij twee of vier spelers een licht en hol balletje met een batje heen en weer slaan over een tafel met een net in het midden. Het doel van dit spel is de bal over het net te slaan op de tafelhelft van de tegenstander, op zo'n manier dat deze de bal niet correct of helemaal niet kan terugslaan.
Als wedstrijdsport stelt tafeltennis hoge lichamelijke en mentale eisen aan de spelers, anderzijds is het voor miljoenen mensen in de hele wereld een ontspannende tijdspassering.

## Geschiedenis
De ontstaansgeschiedenis van tafeltennis is alleen te zien in samenhang met andere takken van sport, vooral tennis waarvan sinds de Middeleeuwen bepaalde vormen bestonden. Net als veel sporten begon tafeltennis als een sociaal verzetje; het werd vermoedelijk voor het eerst gespeeld – met geïmproviseerd materiaal – ergens aan het einde van de 19e eeuw in Engeland. Sommige bronnen beweren dat het eerst gespeeld werd door Britse militairen in India of Zuid-Afrika en vervolgens meegenomen naar Engeland.
In Engeland werd in 1884 octrooi verleend op de naam "Miniature-Indoor-Tennis-Game". In 1901 ontdekte de Engelse tafeltennisliefhebber James Gibb tijdens een reis naar de Verenigde Staten celluloidballen, die de tot dan toe gebruikelijke lichte, doch erg harde canvasbal vervingen. Daarmee kreeg het spel een nieuw, meer sportief accent.
Rond 1900 was het spel bekend onder de huidige namen (tafeltennis en "pingpong"). Het woord "pingpong" is een uit het Engels (ping-pong) overgenomen klanknabootsing van het geluid als het balletje en batje elkaar raken. Het woord werd begin 20e eeuw in Groot-Brittannië en de Verenigde Staten geregistreerd als merknaam, waarna de betreffende fabrikanten tafeltennissers stimuleerden om voor het spel zelf het woord table tennis te gebruiken, om te voorkomen dat "ping-pong" als generieke term niet de erkenning als merk zou verliezen. In Engeland waren er zelfs enige tijd naast elkaar een Table Tennis Association en een Ping Pong Association. Andere merknamen in deze periode waren onder andere "Gossima" (van de Engelse fabrikant John Jaques, eind 19e eeuw), "Flim-Flam", "Pim-Pam" (Frankrijk) en "Whiff-Whaff" (Amerika).
In 1926 is de International Table Tennis Federation (ITTF) opgericht in Berlijn, met Denemarken, Duitsland, Engeland, Hongarije, India, Oostenrijk, Tsjecho-Slowakije, Wales en Zweden als leden. Later dat jaar werd de Verenigde Staten ook lid.
In Nederland is de productie van tafeltennistafels in 1939 begonnen door Heemskerks Scheepsbouw en Timmerbedryf uit Roelofarendsveen, opgericht door de gebroeders Heemskerk. Nico en Wout, beide ex-tafeltenniskampioenen van Nederland, hielden zich eerst bezig met het maken van boten. Nadat zij, vanwege hun handigheid met hout, in opdracht van een lokale tafeltennisvereniging hun eerste tennistafel hadden geproduceerd, kwam er ook vraag van buiten Roelofarendsveen. In 1962 werd een fabriekspand speciaal voor sportartikelen betrokken en steeg de productie mede vanwege het toenemende aantal buitenlandse partners. Gedurende de recessie in de jaren 70 bleef Heemskerk als enige van vier Nederlandse tafeltennistafelproducenten over en wordt er nog steeds geproduceerd vanuit de fabriek in Alphen aan den Rijn.
In de jaren 50 van de 20e eeuw veranderde het spel drastisch, door het gebruik van rubbers met onderliggende spons op de batjes. De rubbers met spons zorgde voor meer spin en snelheid. De rubbers met spons waren geïntroduceerd door de Britse sportfabrikant S.W. Hancock Ltd. De introductie van snellijm in de midden jaren 80 zorgde wederom voor meer spin en snelheid in het spel. In 1988 werd tafeltennis toegevoegd aan de Olympische Spelen.

### Regelwijzigingen
Na de Olympische Spelen van 2000 in Sydney, voerde de ITTF een aantal regelwijzigingen door, die erop gericht waren om de tafeltennissport attractiever te maken als kijksport op televisie. Allereerst werd in oktober 2000, de 38 mm bal, vervangen door de 40 mm bal. Een grotere bal heeft meer luchtweerstand en geeft minder effect, met als gevolg dat het spel iets werd vertraagd. 
In 2001 heeft het ITTF-congres op de wereldkampioenschappen in Osaka besloten (104:7 stemmen) om per 1 september 2001, het 21-puntensysteem te wijzigen, naar een 11-puntensysteem (en het serveren rotatie werd teruggebracht van vijf punten tot twee). Deze aanpassing was bedoeld om games sneller en spannender te maken. Op grote toernooien wordt sindsdien in teamverband gespeeld om drie gewonnen games ("Best-of-Five") en op individuele toernooien om vier gewonnen games ("Best-of-Seven"). 
In 2002 heeft de ITTF de spelregels rondom het serveren aangepast om het voordeel van de serveerder te verminderen. De opslag mocht vanaf 1 juli 2002, voor de ontvanger niet meer worden verborgen door enig deel van het lichaam of kleding van de serveerder. 
Vanaf 2014 moet de bal tevens bij de opslag minimaal 16 cm in de lucht worden gegooid, zodat de ontvanger meer tijd heeft om de opslag te 'lezen'. 
Vanaf 1 januari 2016 is de celluloid bal, vervangen door een plastic bal.

## Spelvormen
Tafeltennis kent zeven officiële spelvormen:
- mannen enkelspel
- vrouwen enkelspel
- gemengd enkelspel (waarin een man en een vrouw tegen elkaar spelen, wat dikwijls onder de reguliere mannencompetitie valt)
- mannen dubbelspel
- vrouwen dubbelspel
- gemengd dubbelspel (aan beide kanten van het net één man met één vrouw)
- teamwedstrijd (iedere gewonnen partij in welke eerdergenoemde spelvorm dan ook levert één punt op voor het team)

## Spelregels
Opslag
Voor een goede opslag (service), dient de bal onbeweeglijk op de open en vlakke handpalm te liggen, waarna deze zo recht mogelijk ten minste 16 cm omhoog geworpen moet worden.
Nadat de bal het hoogste punt heeft bereikt moet deze zo geslagen worden dat hij eerst het eigen speelveld raakt, over of naast het net heen gaat zonder dit te raken, en daarna het speelvlak van de tegenstander raakt. In tegenstelling tot tennis, hoeft er bij de service geen rekening worden gehouden met waar de bal als eerste stuitert (eigen tafelhelft) en waar die vervolgens terechtkomt. De bal mag dus zowel diagonaal als parallel worden geserveerd. Indien de bal het net raakt, en deze toch nog juist terechtkomt, moet de service opnieuw gedaan worden. Bij een service die de overkant van de tafel niet correct haalt, wordt meteen een punt toegekend aan de tegenstander, zonder herkansing. Opslagen moeten van achter (het verlengde van de) eindlijn gebeuren en het zicht op de bal mag tijdens de opslag niet geblokkeerd worden voor de tegenstander.
Telkens wanneer er in een set twee punten gescoord zijn, wisselt de service van speler (of team).
Game of set
De speler die als eerste 11 punten behaalt wint de game (in België spreekt men over set), mits het verschil met de tegenstander minimaal 2 punten is. Bij gelijke stand van 10-10 wordt er dus doorgespeeld tot een van beide spelers alsnog twee punten meer heeft dan de ander (bijvoorbeeld 12-10, 13-11, 14-12...). In deze fase wisselen de spelers na elk punt van opslag. Tot 2001 ging een game om 21 gewonnen punten en werd om de 5 punten de service gewisseld.

Aan het eind van elke game ruilen de spelers van speelhelft. Diegene die in de vorige game als eerste serveerde, zal nu als eerste ontvangen. Doorgaans wordt gespeeld tot een speler drie of soms vier games heeft gewonnen, al naargelang het niveau van de competitie. In de laatste game (vijfde in best-of-five, zevende in best-of seven, ook wel "belle" genoemd) wordt nogmaals van speelhelft gewisseld wanneer een speler vijf punten heeft behaald.
Tot de invoering van het 11-puntensysteem, werd op grote toernooien op individuele niveau gespeeld om drie gewonnen games ("Best-of-Five") en in teamverband gespeeld om twee gewonnen games ("Best-of-Three"). Na de invoering van het 11-puntensysteem wordt op grote toernooien op individuele niveau gespeeld om vier gewonnen games ("Best-of-Seven") en in teamverband gespeeld om drie gewonnen games ("Best-of-Five").
Tijdregel
Als een game na 10 minuten 'zuivere' speeltijd nog niet is afgelopen en beide spelers nog geen 9 punten hebben gescoord, treedt de tijdregel in werking. De scheidsrechter onderbreekt het spel. Als de tijdgrensregel wordt geïntroduceerd terwijl de bal niet in het spel is, zal de vorige ontvanger, de eerste keer mogen serveren. Wanneer de tijdregel in werking is wisselt de opslag na ieder punt. Ten tijde van de tijdregel, moet de serveerder het punt winnen voordat de tegenstander, de bal 13x achtereenvolgens heeft teruggeslagen. Indien de tegenstanders de bal 13x heeft teruggeslagen in een rally, verliest de serveerder het punt. Indien de tijdregel eenmaal is ingevoerd, blijft deze van kracht tot het einde van de wedstrijd. Alle nog te spelen games, worden in dat geval, vanaf het begin gespeeld met de tijdregel. De 10 minuten 'zuivere' speeltijd is de tijd zonder onderbrekingen, zoals een blessure, materiaalbeschadigingen, handdoekpauzes, time-outs of wanneer de bal het speelveld verlaat. Tijdens onderbrekingen wordt de klok stilgezet.
De tijdregel kan tevens op elk gewenst moment in werking treden op aanvraag van beide spelers of paren. Beide spelers of paren moeten hiermee instemmen. De spelers mogen er zelfs voor kiezen om de tijdregel vanaf het begin van de wedstrijd in werking te laten treden.
Tijdens de tijdregel krijgt de tweede scheidsrechter de taak van slagenteller. De scheidsrechter telt luid en duidelijk de succesvolle terugslagen van de ontvanger. Bij 13 terugslagen, onderbreekt de scheidsrechter de rally en kent het punt toe aan de ontvanger.
De tijdregel werd ingevoerd om de duur van een wedstrijd in te perken. In het bijzonder wanneer twee spelers zeer voorzichtig of passief spelen, kan het voorkomen dat de tijdregel in werking treedt. Op het wereldkampioenschap van 1936 was de eerste slagenwisseling tussen Alex Ehrlich en Farkas Paneth pas na 130 minuten beslist. In datzelfde toernooi had een toss de wedstrijd tussen Vasile Goldberger-Marin en Michel Haguenauer beslist, omdat beide na zevenenhalf uur compleet uitgeput waren - tot dat moment stond het 5:3 in de vijfde set. Deze wedstrijden waren aanleiding om in 1937 de tijdregel in te voeren - de duur van een set werd begrensd op een half uur. Later werd de regel aangepast naar 20 minuten per game, de speler die de game leidde zou de game winnen. Bij een gelijke stand werd er een beslissend punt gespeeld.
Op 1 oktober 1961 stelde de European Table Tennis Union evenals de Deutscher Tischtennis-Bund de maximale speeltijd per game (destijds tot 21 punten) op 15 minuten vast. Na 15 minuten trad de tijdregel in werking. Bij de navolgende games trad de tijdregel al na 10 minuten in. Op 1 januari 1966 werd de regel zodanig aangepast, dat na invoering van de tijdregel deze zou blijven gelden vanaf het begin van alle navolgende games. In feite komt dit overeen met de huidige regeling. Toen in 2001 het puntensysteem van een game werd veranderd van 21 in 11 punten, besloot de ITTF om de tijdregel na 10 minuten per game in te laten gaan, in plaats van 15 minuten zoals gold onder het 21-puntensysteem. De tijdregel zou ingaan indien beide spelers negen punten in een game hadden behaald. In 2010 werd de tijdregel iets aangepast: indien beide spelers gezamenlijk 18 punten hebben behaald, treedt de tijdregeling niet in werking. Dit is ook het geval bij 10:8.
Dubbel
Tafeltennis kan ook als dubbel- of gemengd dubbelspel worden gespeeld. Bij het dubbel dienen de spelers om de beurt te slaan (dus niet zoals bij tennis waar de spelers de keuze hebben) en na het bepalen van de eerste serveerder en eerste ontvanger ligt de service/ontvangstvolgorde vast (2x ontvangen, dan 2x serveren, dan de medespeler). Bij een dubbelspel dient er vanaf de rechter tafelhelft diagonaal (-naar links) te worden geserveerd. Na elke game verandert niet alleen de eerste serveerder maar ook de ontvanger. (Stel: spelers A+B spelen tegen X+Y en A serveerde naar speler X in de vorige game, dan serveert deze nu naar speler Y). In een eventuele 5de of 7de game wisselen de beide teams weer van kant. De speler die normaal aan opslag zou zijn blijft aan opslag maar de ontvangers wisselen. Op het moment dat een team of speler 5 punten behaalt, wisselen beide spelers of beide teams van kant.(Indien normaal speler X moest ontvangen, ontvangt speler Y nu.)
Team (landenwedstrijd)
(Landen)teams komen ook tegen elkaar uit. Elk team bestaat uit drie tot vier spelers en er worden maximaal tien wedstrijden gespeeld, waarvan één wedstrijd een dubbel is. Elke speler mag maximaal drie tot vier wedstrijden spelen. Eerst worden vier enkelspelen gespeeld, dan de dubbel en tot slot vijf enkelspelen.

## Materiaal
Speelruimte

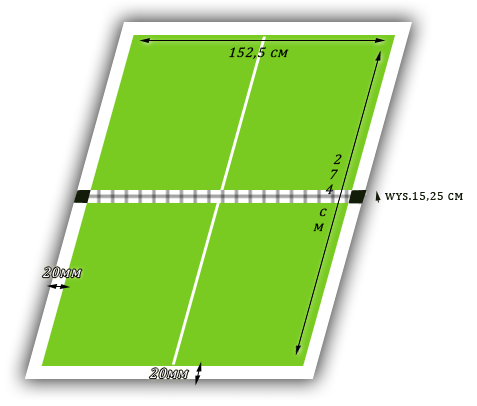
Afmetingen

De speelruimte, dus het vloeroppervlak rond de tafel, dient bij grote toernooien ten minste 14 meter lang en 7 meter breed te zijn en door een 75 centimeter hoog schot te worden omheind. Ook de juiste verlichting is aan veel omvattende regels gebonden.
Tafel
De tafeltennistafel, gelijk aan het speelvlak, heeft een lengte van 274 centimeter en een breedte van 152,5 centimeter. Het tafelblad, 76 centimeter boven de vloer, is door een net verdeeld in twee gelijke vlakken. Ten behoeve van het dubbelspel is bovendien elk van deze vlakken opgesplitst in nogmaals twee vlakken door middel van een 3 millimeter brede witte middenlijn. Rondom het speelvlak is een 2 centimeter brede witte lijn aangebracht. Het oppervlak van de speeltafel mag niet reflecteren, gebruikelijk zijn donkergroene en blauwe tafels.
Net
Het net is 186 centimeter breed en 15,25 centimeter hoog en is aan de bovenkant voorzien van een 15 millimeter brede witte bies. De spanning op het net dient dusdanig te zijn dat het maximaal 10 mm zakt als het in het midden met een gewicht van 100 gram wordt belast.
Bat
Iedere speler heeft een houten bat (in België doorgaans palet genoemd) dat dienstdoet als slaghout. Omvang, vorm en gewicht zijn niet aan beperkingen gebonden. Het bat is in de regel bekleed met rubbers aan beide zijden (rood of zwart), om de bal effect (spin) te kunnen meegeven. Overigens verkiezen sommige spelers, met name Aziatische, die het bat doorgaans vasthouden met een penhoudergreep, slechts één rubber. Wel dient dan de andere kant gekleurd te zijn in de kleur van het rubber.
Er zijn verschillende soorten batrubbers op de markt. Er zijn vlakke, platte rubbers (slicks), en rubbers met 'noppen' (intermediates), men onderscheidt hierin korte en lange noppen. De lange noppen hebben als uitwerking dat bij elke slag het effect van de tegenstander omgedraaid wordt. De korte noppen zijn vooral spelverstorend bedoeld en hebben een minder eenduidige uitwerking. Ook zijn er rubbers die weliswaar vlak zijn, maar qua uitwerking vergelijkbaar zijn met lange noppen. Deze rubbers heten 'anti'rubbers (ook wel antipower genoemd). Vanaf 2007 is een speciaal type van zogeheten ‘frictionless’ (wrijvingsloze) lange noppen verboden door de ITTF. Deze rubbers konden een onvoorspelbaar effect creëren. Ze hadden harde noppen zonder stroefheid aan de top van de nop en als de noppen werden gebogen was het rubber in staat de spin te stoppen. Wanneer de noppen niet werden gebogen, was het effect gelijk aan wat anti-spin rubbers genereren.
Veel spelers pasten jarenlang een techniek, het zogenaamd 'lijmen op basis van oplosmiddel' (speed-glue) toe, wat erop neerkwam dat de rubbers pas kort voor de wedstrijd met een speciaal soort lijm op het houten batje werden geplakt. Hiermee kon met name de slagsnelheid beïnvloed worden. Lijm op basis van oplosmiddel (speed-glue), is sinds september 2007 echter wereldwijd verboden, omdat de lijmdampen slecht voor de gezondheid zouden kunnen zijn. Sindsdien mag er alleen nog maar gelijmd worden met lijm zonder VOS (vluchtige organische stoffen).
Bal
Een wedstrijdbal dient een diameter van 40 millimeter en een gewicht van 2,7 gram te hebben en bovendien zuiver rond te zijn. De bal mag niet glimmen en dient van plastic te zijn gemaakt. Voor 1 januari 2016 was dit materiaal celluloid. De spronghoogte dient bij een hoogte van 30 centimeter minimaal 23 en maximaal 25 centimeter te zijn. De bal kan verschillende kleuren hebben maar dient wel eenkleurig te zijn. Het meest voortkomend zijn wit, geel en oranje. In het verleden was de diameter van de bal 38 millimeter, maar deze werd na de Olympische Zomerspelen 2000 vergroot om het speltempo iets te vertragen en het spineffect iets te verminderen om zodoende de sport aantrekkelijker (beter te volgen, langere rally's) te maken voor de toeschouwers.

## Greep

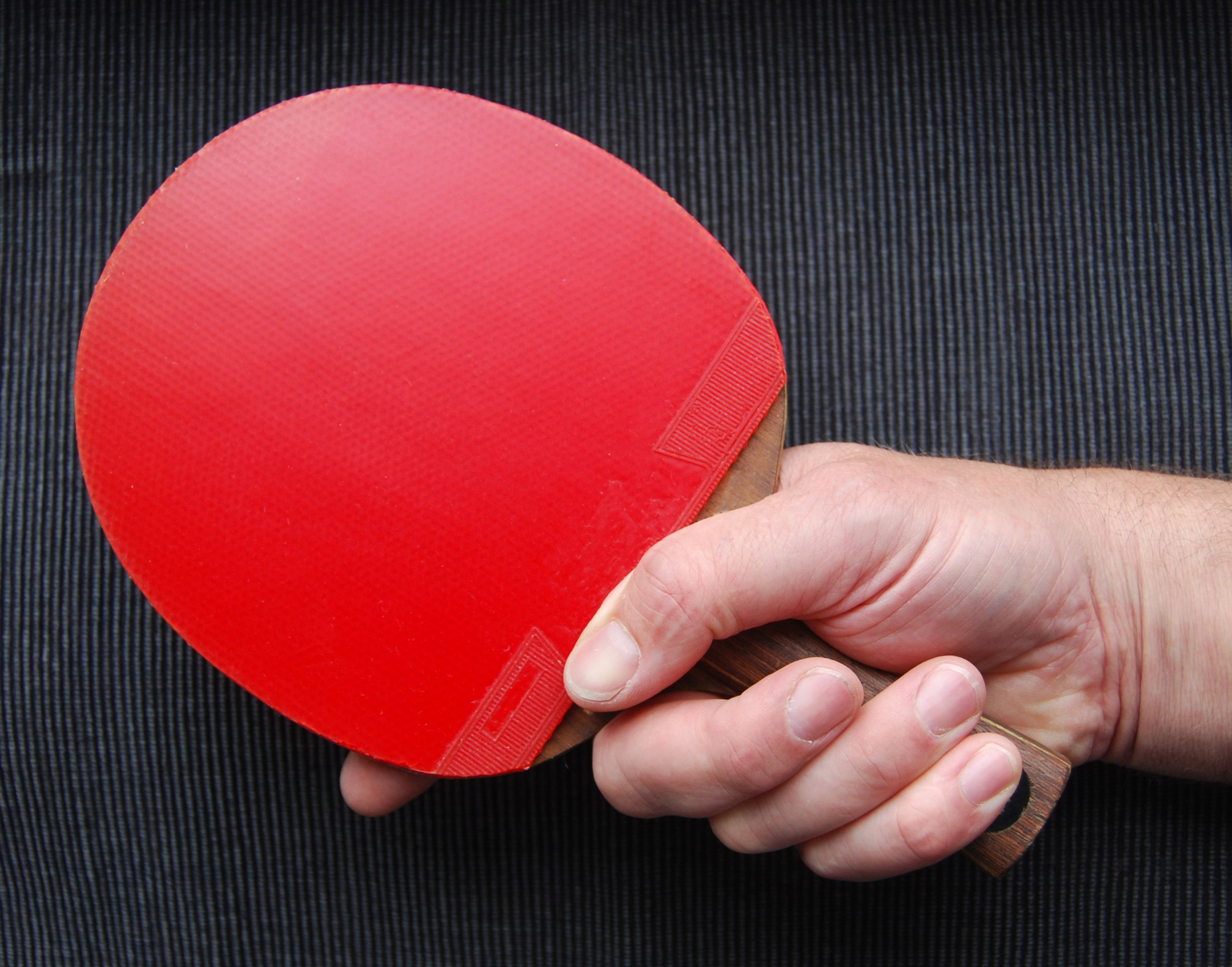
Shakehandgreep

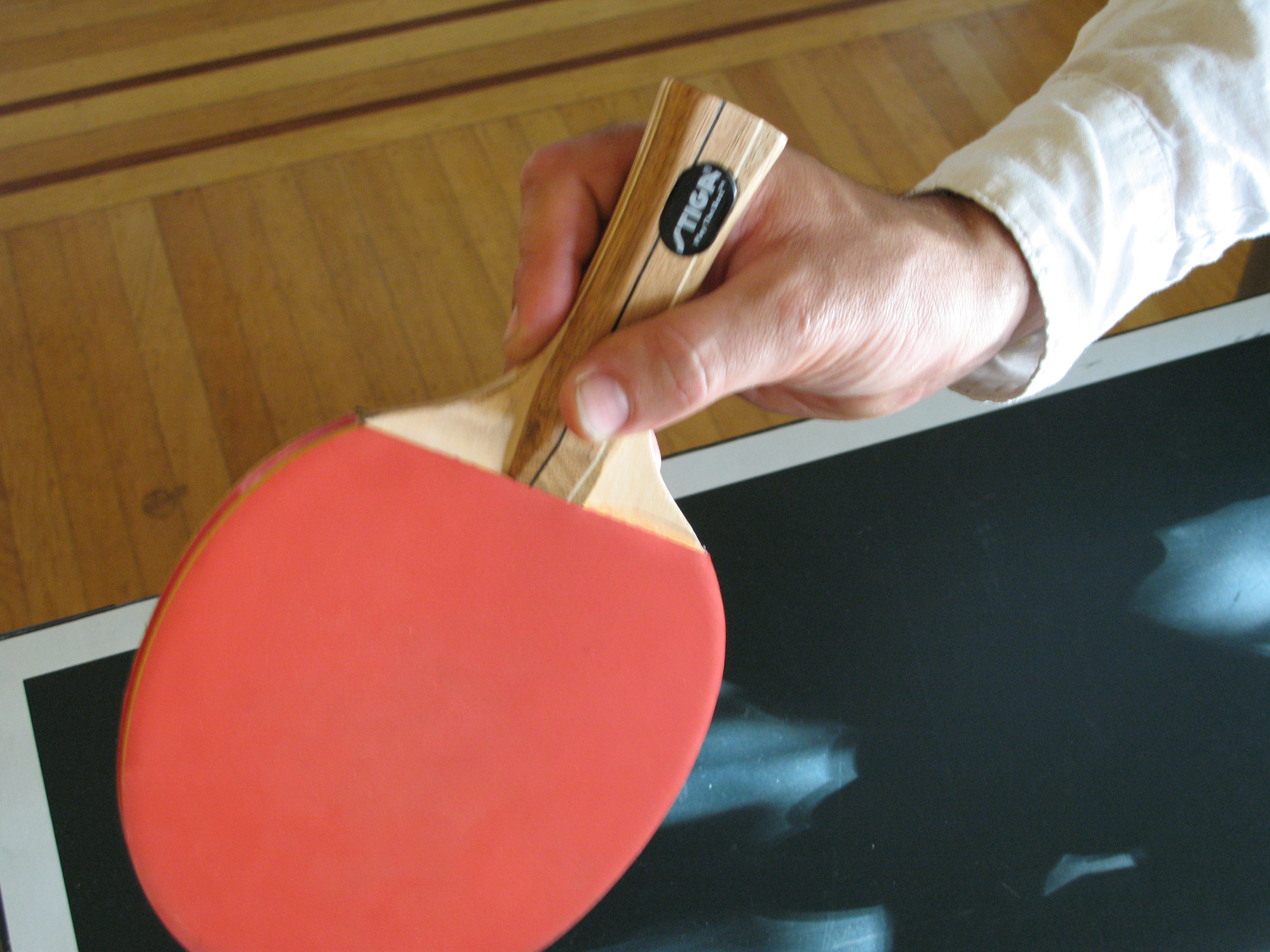
Penhoudergreep

Topspin

Men kan zowel met forehand- als backhandslagen aanvallen en verdedigen. Wijst de handpalm bij het slaan van de bal in de richting van de tafel dan spreekt men van de forehand, omgekeerd van de backhand.
De wijze waarop het bat wordt vastgehouden noemt men de greep. Men onderscheidt: de shakehandgreep, de Japanse penhoudergreep en de Chinese penhoudergreep.
In de Europese landen wordt overwegend de shakehandgreep toegepast, hierbij wordt het bat of pallet meestal vastgehouden zoals jonge kinderen een geweertje vormen met hun hand. De pink, ringvinger en middenvinger zijn rond het houtje, de wijsvinger ligt langs de ene kant op het rubber en de duim aan de andere kant op het rubber.
In Aziatische landen, met name in China, is het gebruikelijk dat men het bat vasthoudt als een pen, dit wordt de penhoudergreep genoemd. Duim en wijsvinger komen hier aan dezelfde kant tegen het rubber. Deze greep houdt in, dat er normaal gesproken maar met één kant van het palet gespeeld wordt, hoewel er uitzonderingen bestaan. Daarom is het bat over het algemeen maar van één kant met een rubber voorzien. De houten achterkant dient dan wel rood of zwart gekleurd te zijn, afhankelijk van kleur van het rubber. Een bekend voorbeeld van een speler die de penhoudertechniek toepast is de meervoudig World Cup-winnaar Wang Hao.

## Effecten
Men kan de bal om zijn eigen as laten draaien (effect geven) door het bat in bovenwaartse richting (topspin) of in neerwaartse richting (backspin) langs de bal te 'strijken'. Bij tafeltennis speelt het effect geven aan de bal een zeer grote rol. Men onderscheidt verschillende effecten, hoewel ze in de praktijk vaak tegelijkertijd optreden (bv. zijtopspin).
- Backspin: De rotatie-energie wordt bij het raken van het batje van de tegenstander omgezet in snelheid omlaag. De bal kan daardoor in het net gaan. Een bal met deze rotatie zou op de tafel naar je toe rollen. Dit effect wordt bereikt door de bal met open bat (achterover) aan de onderkant te raken, waarbij het bat naar voren/beneden beweegt (afhankelijk van het moment van raken).
- Topspin: De rotatie-energie wordt bij het raken van het bat van de tegenstander omgezet in snelheid omhoog. De bal kan daardoor over de tafel gaan. Een bal met deze rotatie zou op de tafel van je weg rollen. Dit effect wordt bereikt door de bal met behoorlijk gesloten bat aan de achterkant/bovenkant te raken, waarbij het bat naar voren/boven beweegt (afhankelijk van het moment van raken).
- Zijspin: De bal draait zijwaarts (komt vooral bij de service voor, maar bij lange rally's wordt er ook gebruik van gemaakt). De rotatie-energie wordt bij het raken van het bat van de tegenstander omgezet in snelheid naar links of naar rechts. De bal kan daardoor naast de tafel gaan. Een bal met deze rotatie zou op de tafel op dezelfde plek blijven liggen (dit wordt vaak gebruikt om te controleren of de bal wel precies rond is).
- Blokken: hierbij houdt men eigenlijk het pallet recht tegen de getopspinde bal aan. Als er weinig topspin in de bal zit, kan men het bat vrij open houden. Maar hoe meer topspin er in de bal zit, hoe meer men het bat zal moeten sluiten. Ook kan men het bat helemaal stilhouden bij het blokken. Dit noem je passief blokken. Wordt een beweging naar voren gemaakt, is het actief blokken. De bal komt dan sneller weer bij de tegenstander.

Natuurlijk is het mogelijk om de bal zonder effect te slaan. Dit heet "contra" slaan. Ook kunnen er combinaties van effecten gespeeld worden. Bij zogenaamde "pendulum-opslagen" bijvoorbeeld is er bijna altijd een gecombineerd effect van zijspin met backspin of zijspin met topspin. Verder kan men het effect van de tegenstander versterken of neutraliseren. Een topspin wordt vaak gebruikt om een backspin geslagen bal te overmeesteren en het effect te hergebruiken. Het vergt echter een goede techniek om de neerwaartse neiging van een dergelijke bal te compenseren. Omgekeerd kan een verdedigende speler een topspin geslagen bal gebruiken om backspin bij te geven. Deze "chop"-techniek moet eveneens goed uitgevoerd worden want de bal zal ditmaal de neiging hebben omhoog te gaan. Om zijspin te overwinnen is het raadzaam om te topspinnen en zo lang mogelijk te wachten met de bal te slaan (zo verzwakt het effect een beetje). Goede tafeltennissers kunnen al deze effecten (voornamelijk bij de service) op elkaar laten lijken, met als doel de tegenstander te misleiden in het soort effect dat wordt gegeven. Als dit lukt, zal de bal in het net belanden of te hoog terugkomen waarna de bal teruggespind of gesmasht kan worden.

## Olympische Spelen

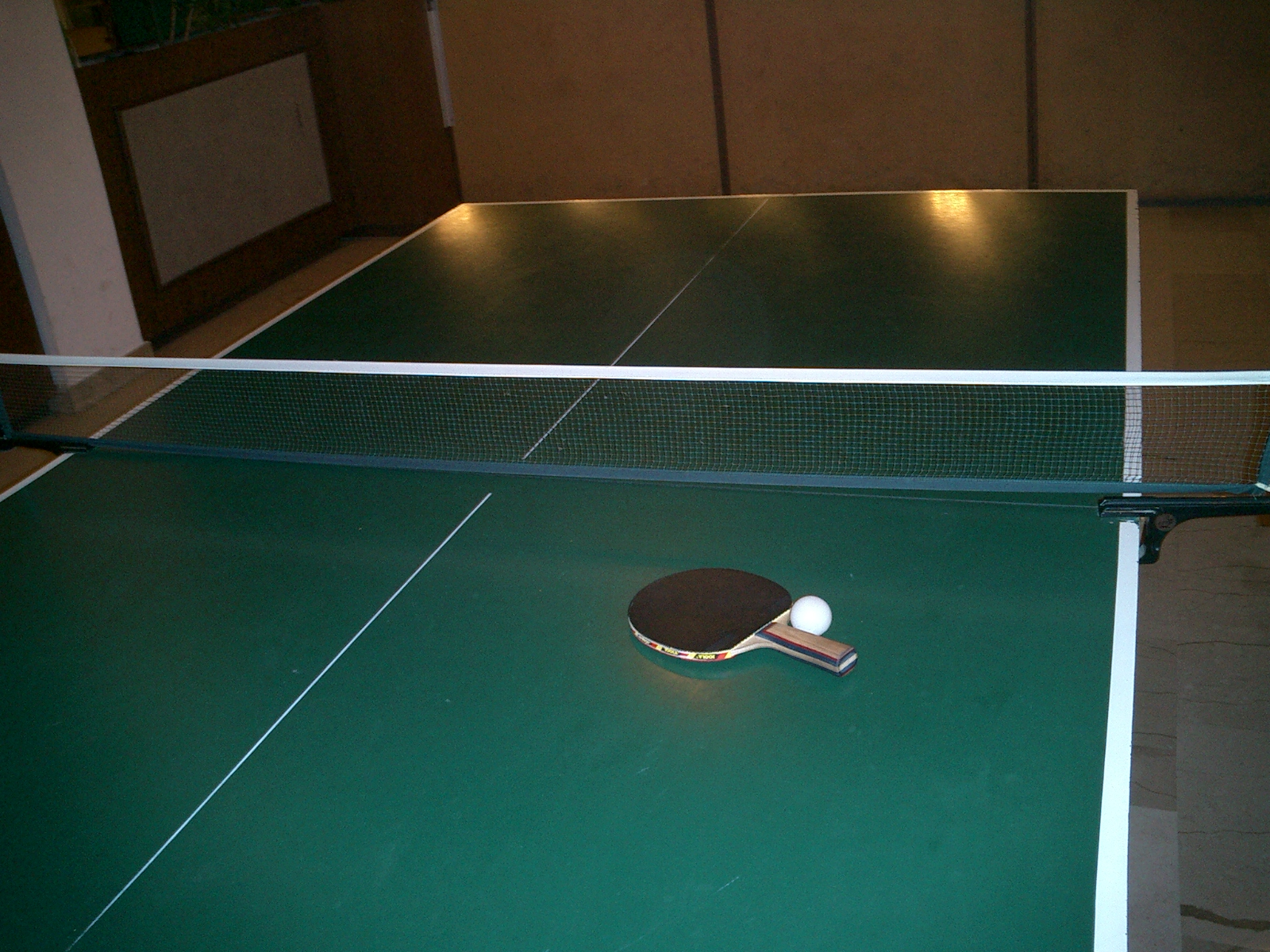
De speeltafel

Sinds 1988 is tafeltennis een olympische sport. Tot en met de Olympische Spelen van 2004 werd gestreden in het enkelspel en dubbelspel. Vanaf Peking 2008 is het dubbelspel vervangen door de landenwedstrijd.

## Competities en kampioenschappen
- In Nederland wordt sinds 1935 jaarlijks gestreden op het Nederlands kampioenschap tafeltennis, een serie toernooien waarin de beste spelers en speelsters met de Nederlandse nationaliteit uitkomen. Gedurende het jaar wordt met clubteams gestreden in een competitie, waarvan de eredivisie zowel bij de mannen als bij de vrouwen het hoogste niveau is. In de niveaus onder de eredivisie behelst een seizoen geheel los van elkaar staande na- en voorjaarscompetities. Teams van verschillende niveaus strijden daarnaast jaarlijks om de nationale beker in één alomvattend toernooi.
Het niveau van de Nederlandse clubcompetities (en bekers) is anno begin 21e eeuw over het geheel gezien kwalitatief ondergeschikt aan dat van de Duitse Bundesliga en de Franse Pro A, de sterkste competities van Europa.
- De Europese kampioenschappen tafeltennis worden sinds 1958 georganiseerd. Vanaf 2008 worden de EK jaarlijks gehouden.
- De Europese top 12 is het belangrijkste tafeltennistoernooi voor de Europese spelers. Daarnaast is voor clubteams de European Champions League (Europa Cup I) het belangrijkste toernooi, gevolgd door de ETTU Cup (Europa Cup II).
- De wereldkampioenschappen tafeltennis worden jaarlijks georganiseerd, met dien verstande dat sinds 2002 in de even jaren de WK voor landenteams worden georganiseerd en in oneven jaren de WK voor individuele tafeltennissers (enkel-, dubbel- en gemengd dubbelspel). Voor 1999 werden alle disciplines tijdens één tweejaarlijks evenement tegelijk afgewerkt. In 1999 (Eindhoven) werd voor het eerst alleen enkel-, dubbel- en gemengd dubbelspel gespeeld, in 2000 werd voor het eerst alleen een landentoernooi afgewerkt. In 2001 werd voor het laatst een WK met zowel een teamtoernooi als een enkel-, dubbel- en gemengd dubbelspel toernooi gespeeld. In 1999 (Eindhoven) en in 2011 (Rotterdam) werden de wereldkampioenschappen in Nederland georganiseerd.
- De World Cup, een wereldbeker toernooi in het enkelspel dat sinds 1980 jaarlijks op de agenda staat voor mannen en sinds 1996 ook voor vrouwen. Er bestaat een aparte wereldbeker voor landenteams onder de naam WTC-World Team Cup. In 1990 en 1992 werd er voor zowel mannen als vrouwen tevens een World Doubles Cup georganiseerd, maar dat kreeg na deze twee edities geen vervolg meer.
- De ITTF Pro Tour is sinds 1996 een jaarlijkse reeks internationale toernooien waarop de wereldtop punten kan verdienen om zich zo te kwalificeren voor de ITTF Pro Tour Grand Finals, het 'meestertoernooi' aan het einde van het seizoen. Hierop wordt vervolgens gespeeld om titels in het mannen enkelspel, vrouwen enkelspel, mannen dubbelspel, vrouwen dubbelspel, beloften jongens enkel (U21) en beloften meisjes enkel (U21). Sinds 2012 heet deze toernooireeks ITTF World Tour.
- Waar in Europa EK's en Europese top 12-toernooien gespeeld worden, hebben Aziatische spelers soortgelijke evenementen in hun eigen werelddeel. Deze bestaan in de vorm van Aziatische Spelen (om de vier jaar, sinds 1958), Aziatische kampioenschappen (gehouden sinds 1952, stabiel om de twee jaar sinds 1968) en de Azië Cup (sinds 1983, zowel voor mannen als vrouwen alleen een enkelspeltoernooi).

## Tafeltennisorganisaties
- International Table Tennis Federation (ITTF), de wereldtafeltennisbond
- European Table Tennis Union, de Europese tafeltennisbond
- Koninklijke Belgische Tafeltennis Bond (KBTTB)[12]
- Vlaamse Tafeltennis Liga (VTTL)[13]
- Aile Francophone de Tennis de Table (AFTT)[14]
- Sporta Federatie voor recreatieve sporters (Vlaanderen)[15]
- Nederlandse Tafeltennisbond (NTTB)
- Surinaamse Tafeltennis Bond (STTB)

## Varianten van tafeltennis

### Tafeltennis TTX
In 2016 heeft de ITTF de nieuwe tafeltennisvorm TTX gelanceerd die voor snelle en spectaculaire wedstrijden moet zorgen. Bij het TTX wordt een grotere en zwaardere bal gebruikt, die geschikter is voor buiten tafeltennis. Daarnaast zijn de TTX-batjes simpeler en komt er minder spin vanaf. Verder heeft de variant TTX een aantal revolutionaire regels. Je scoort extra punten met 'wildcards' en 'winners'.

#### Puntentelling
- Tijdsbegrenzing: een set duurt 2 minuten. Bij gelijke stand na 2 minuten wordt een beslissend punt (sudden death rally) gespeeld. De set is ook ten einde als een speler 10 punten verschil heeft.
- Een wedstrijd gaat om 'best of drie' of 'best of vijf' sets.
- Elke speler mag één keer per set een 'wildcard' inzetten op eigen opslag. Een 'wildcard' moet voor de opslag worden afgeroepen en levert 2 punten op in plaats van 1 voor de serveerder.
- Een speler die een 'winner' slaat krijgt 2 punten in plaats van 1. Een 'winner' is een bal die niet wordt aangeraakt door de tegenstander.
- Als een speler een punt maakt met een 'winner' op een 'wildcard' bal, krijgt deze speler 4 punten.[17]

#### Regels
- Er wordt gespeeld met TTX-batjes. TTX-batjes hebben geen rubber, waardoor er lastig effect mee te geven is.[18]
- Er wordt gespeeld met TTX-ballen, die groter en zwaarder zijn. Hierdoor kan er makkelijk mee buiten in de wind worden gespeeld.

Je moet opgooien bij de opslag
- Bij het enkelspel serveert diegene die het laatste punt won. De speler die de vorige set won start de volgende set met serveren.
- In het dubbelspel mag over de gehele tafel worden geserveerd. Het paar dat de opslag ontvangt, mag allebei de opslag retourneren. Daarna wordt door beide partners om beurten geslagen, net zoals bij tafeltennis. Het paar dat het laatste punt won serveert. Beide spelers van een dubbelteam moeten wel om beurten serveren.

### Ultimate tafeltennis
Ultimate tafeltennis is een vorm van tafeltennis, waarbij op vier aaneen geschoven tafeltennistafels wordt gespeeld. Het net is extra hoog met 32 centimeter. Het is een samensmelting van tennis en tafeltennis. Door het grote speelveld is deze vorm van tafeltennis fysiek veel zwaarder.

### Teqball

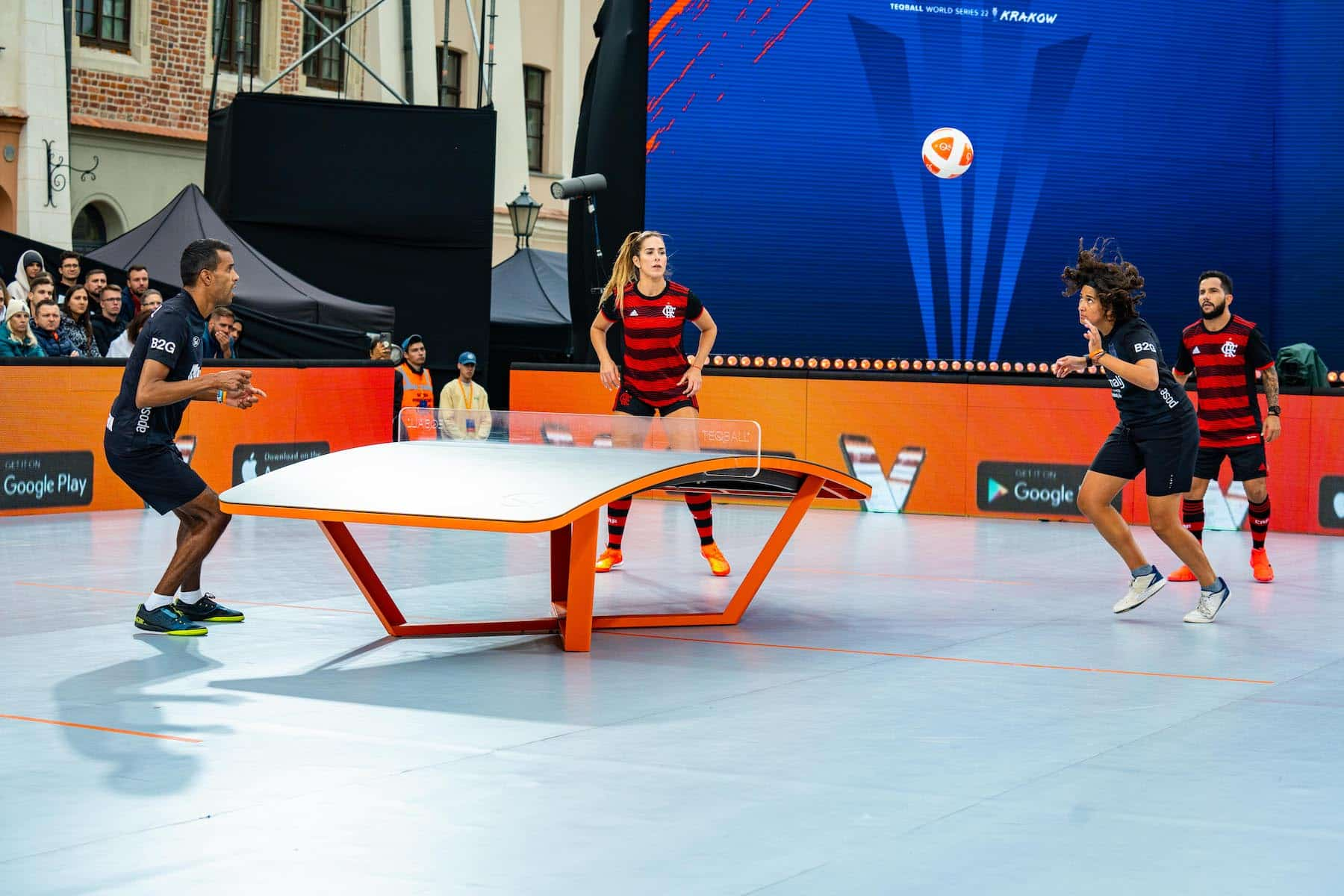
Teqball

Teqball is een combinatie van tafeltennis en voetbal. Teqball wordt gespeeld op een gekromde tafel en met een gewone voetbal. Het kan worden gespeeld met twee, vier of meer spelers. De spelers mogen dezelfde lichaamsdelen gebruiken als bij het voetbal. In maximaal drie aanrakingen moet de bal op de helft van de tegenstander worden gespeeld. Men mag niet twee keer hetzelfde lichaamsdeel na elkaar gebruiken. Het aanraken van de tafel is eveneens verboden.

### iPONG
IPONG is een tafeltennisvariant waarbij wordt gespeeld op een kleine tafel van één meter lang, 60 centimeter breed en maximaal 87 centimeter hoog. Deze vorm van tafeltennis is daarom zeer geschikt om te spelen in bedrijfskantines, schoolkantines en woonkamers. In 2012, 2013 en 2014 werd er een officieus Nederlands Kampioenschap iPong georganiseerd. De  iPONG tafel is uitgevonden in de jaren 80 door de Duitse uitvinder Horst Schmidt, uit het Ruhrgebied.

### Headis

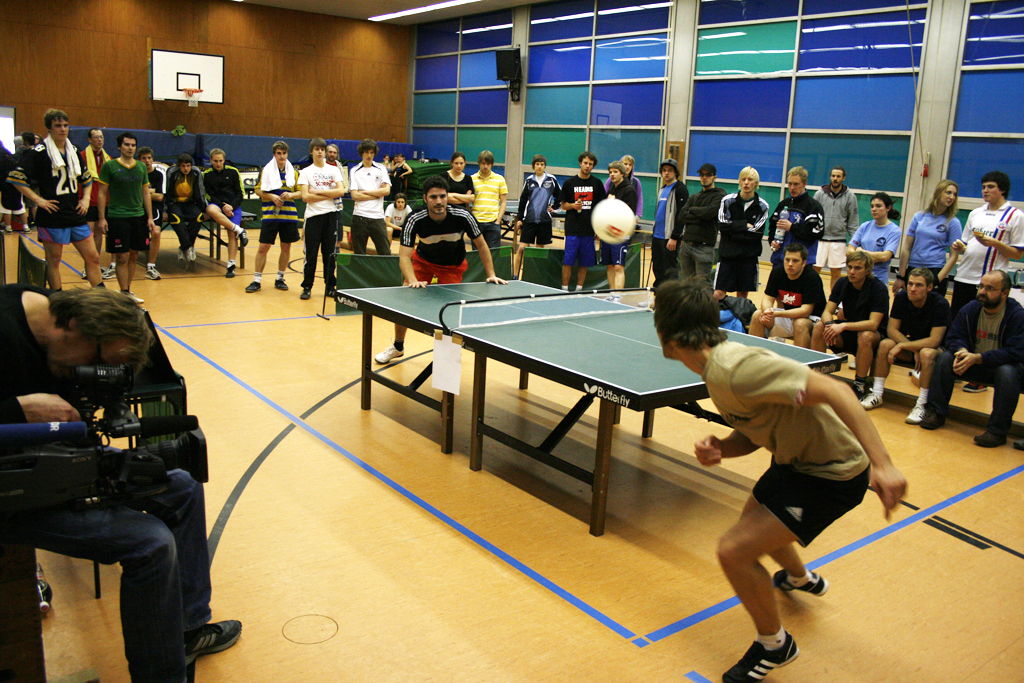
Headis

Headis is een internationale tafeltennisvariant waarbij in plaats van het batje het hoofd wordt gebruikt. Het plastic balletje is vervangen door een speciale Headis-bal, die iets zachter en kleiner is dan een voetbal. Het is toegestaan om op de tafel te klimmen.

### Hardbat
Bij de hardbat tafeltennisvariant mogen alleen ouderwetse hardbats worden gebruikt. Een hardbat is een batje met korte noppen naar buiten zonder spons. Hierdoor kan met deze batjes minder hard worden geslagen en met minder spin worden gespeeld. Vanaf 2002 organiseert de WUTTO (World United Table Tennis Organisation) het 'WK standard bats'. Van 2002 t/m 2006 speelde men op dit WK met sandwichbats met noppen naar buiten. Sinds 2007 wordt er gespeeld met hardbats.
Daarnaast organiseert de WCPP (World Championship of Pingpong) een jaarlijks officieus wereldkampioenschap in Engeland. Hierbij wordt gespeeld met schuurpapierbats. Dit wereldkampioenschap is professioneel opgezet en wordt georganiseerd door Matchroom Sport en uitgezonden door SkySports.

## Zie ook

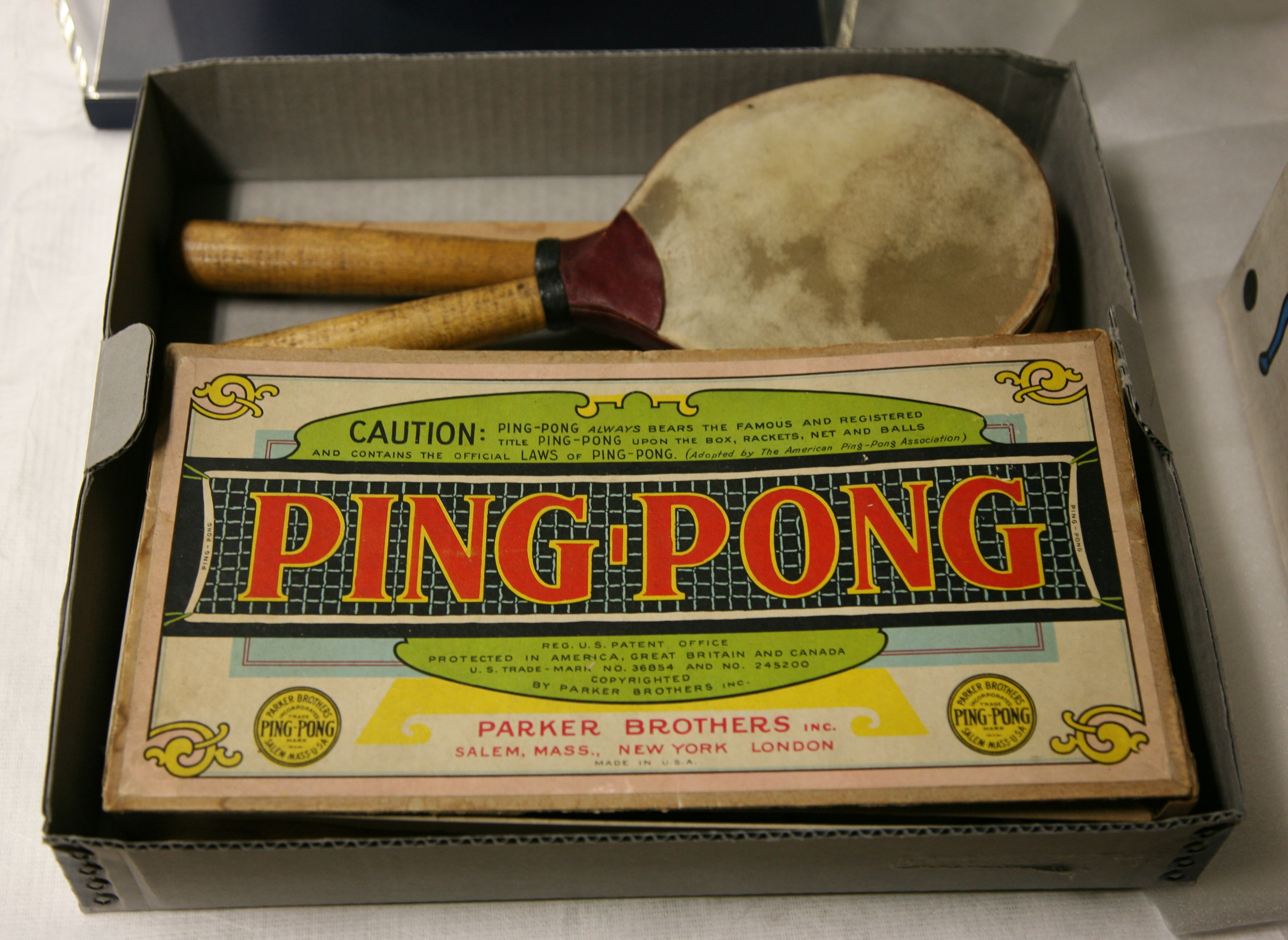
Tafeltennisset van Parker Brothers
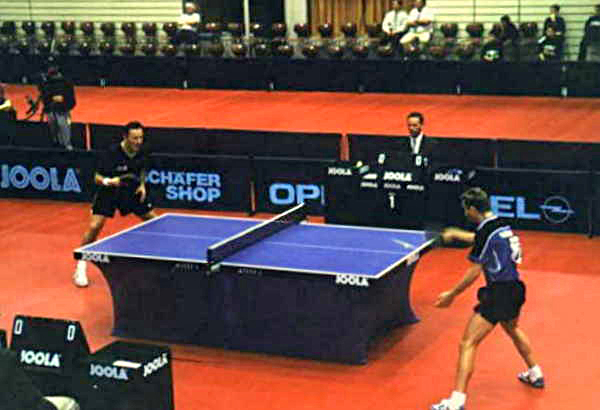
Competitie
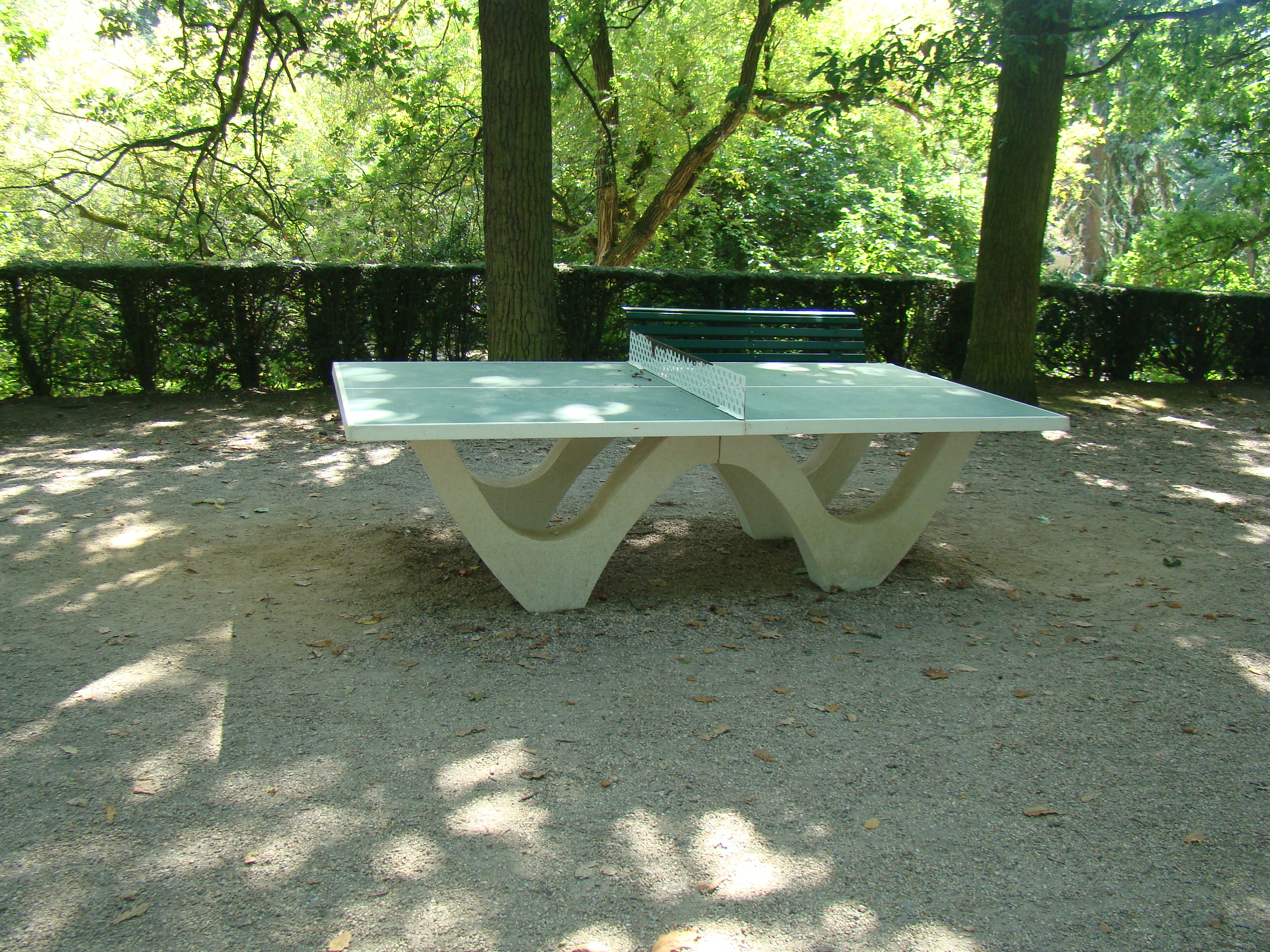
Recreatie
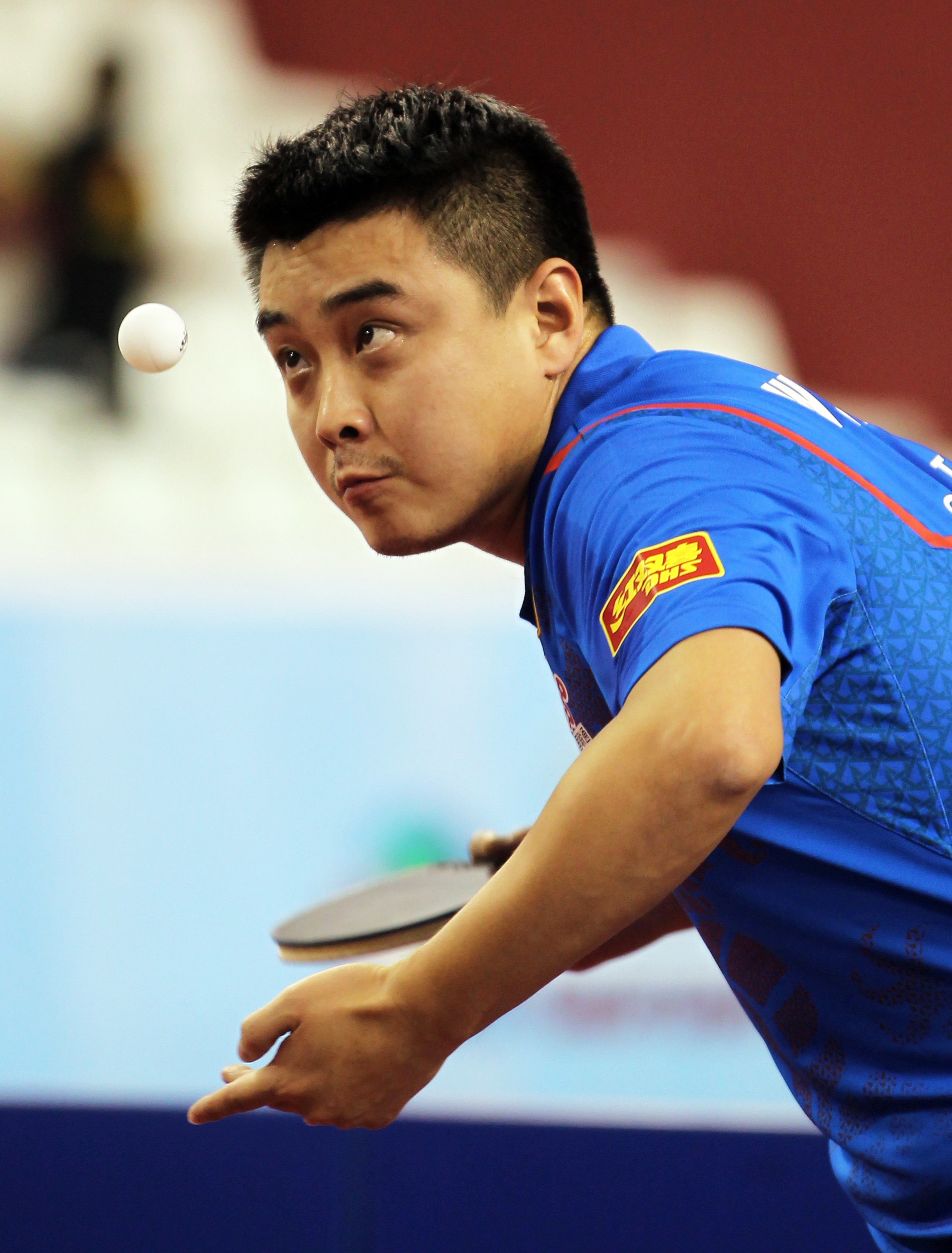
Wang Hao